# Tràfic humà (pel·lícula)
Tràfic humà (títol original en anglès, Skin Traffik) és una pel·lícula d'acció britànica de 2015 protagonitzada per Mickey Rourke, Daryl Hannah, Eric Roberts, Michael Madsen, Jeff Fahey, Gary Daniels, Ara Paiaya, Dominique Swain i Alan Ford. S'ha doblat i subtitulat al català.
La pel·lícula es va rodar a Los Angeles, Vancouver, Londres, Amsterdam, Escòcia.